# St.-Margareta-Kirche (Eichlinghofen)

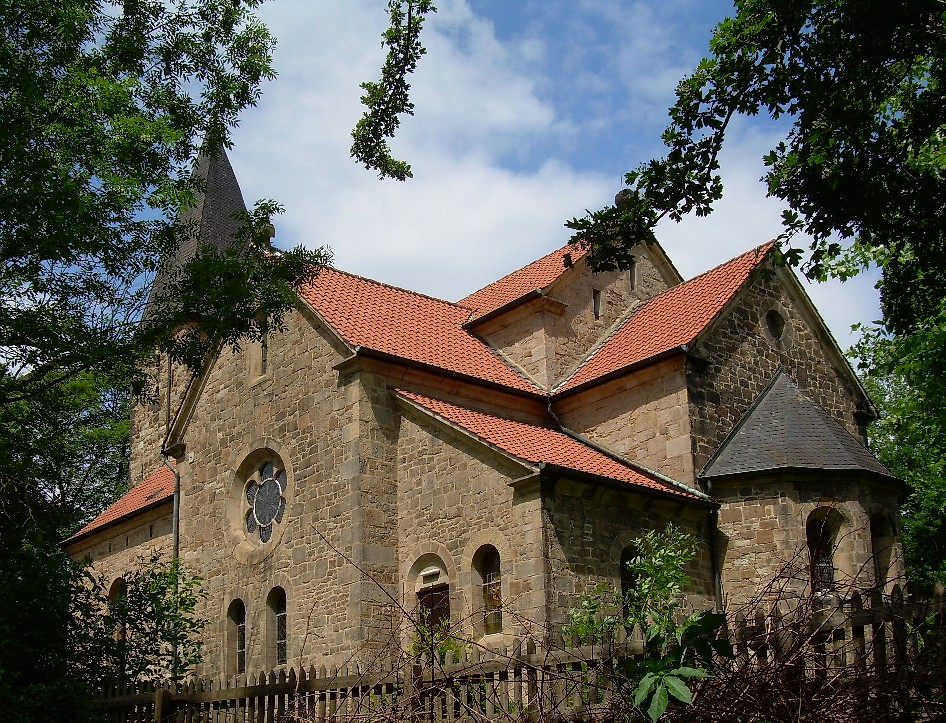
St.-Margareta-Kirche in Eichlinghofen

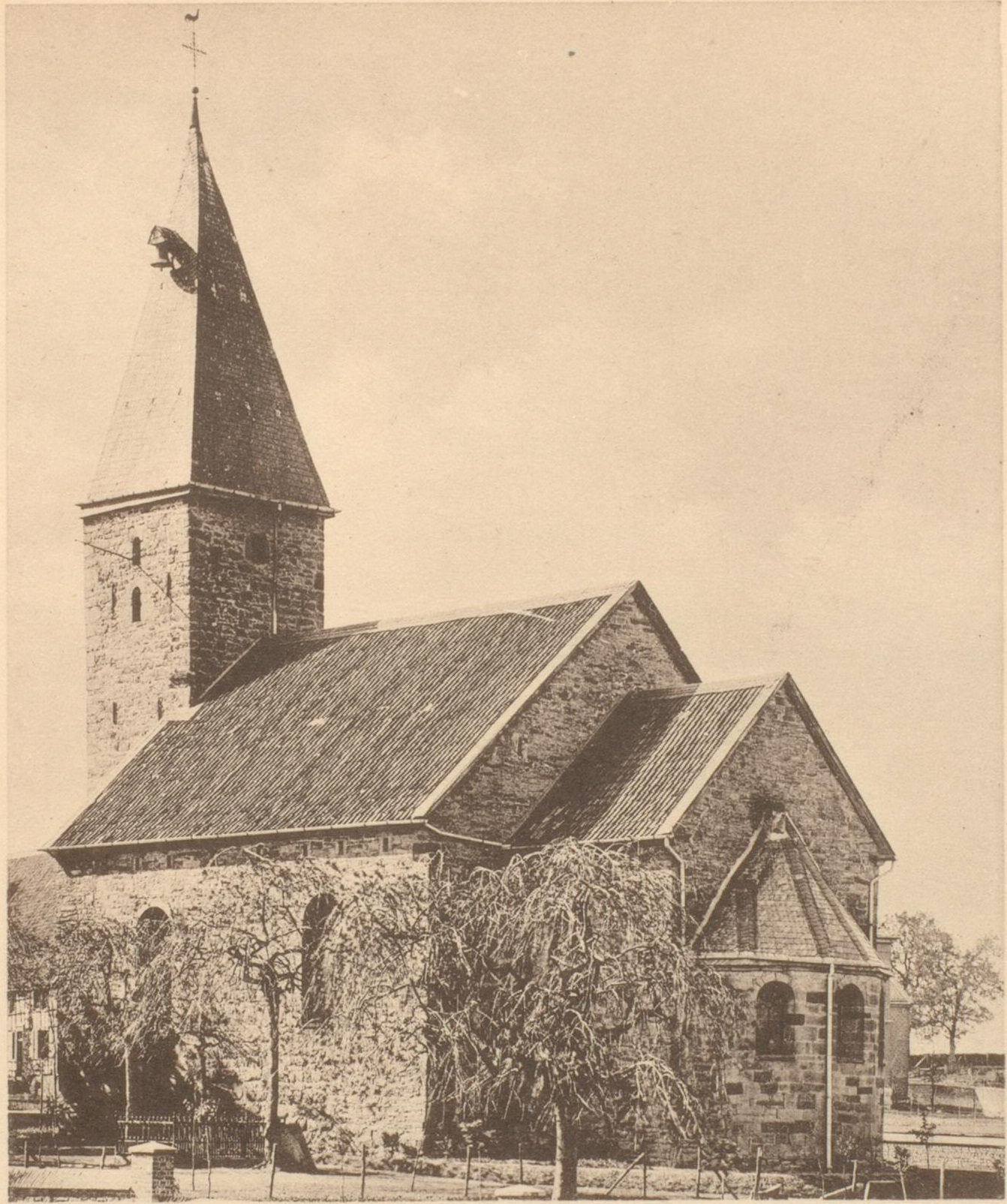
Süd-Westseite der St. Margareta-Kirche in Eichlinghofen vor dem Umbau um 1893

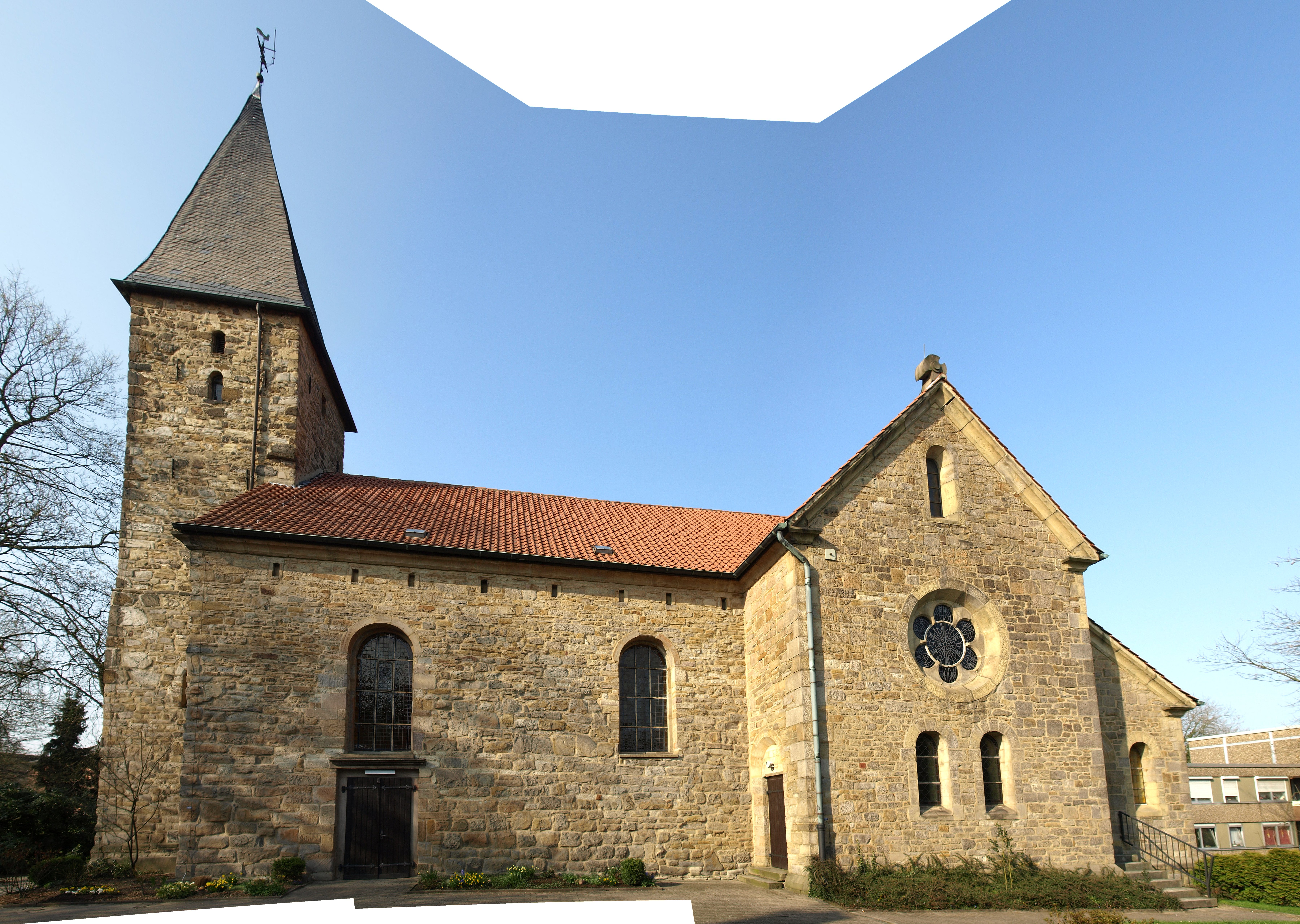
Panorama-Aufnahme (Südseite)

Grundriss seit dem Umbau 1898/99

Die St.-Margareta-Kirche im Dortmunder Stadtteil Eichlinghofen ist eine der Margareta von Antiochia geweihte romanische Hallenkirche aus dem 12. Jahrhundert. Sie ist als Baudenkmal in die Denkmalliste der Stadt Dortmund eingetragen. Einer Legende nach existierte bis 1846 am Eingangsportal der Kirche ein Stein, der das Jahr 1070 als Baujahr der Kirche notierte.
Im zweiten Viertel des 13. Jahrhunderts wurde die ursprüngliche Basilika durch Seitenschiffe erweitert und so entwickelte sich die Kirche zu einer typischen, westfälischen Hallenkirche mit schmalen Seitenschiffen, einem Chorjoch sowie einer innen halbkreisförmigen und außen polygonalen Apsis. 1898 bis 1899 wurde die Kirche wegen des starken Anwachsens der Gemeinde durch ein Querschiff und eine Sakristei erweitert. Dabei wurden die Apsis und der Chorraum um rund 6 m nach Osten verlegt. Die dreiteilige Fenstergruppe der Apsis wurde im alten Stil wiederhergestellt. Die St.-Margareta-Kirche besitzt Chorfenster im Stil der Nazarener.
Bemerkenswert an der Innenausstattung ist die aus dem Jahre 1705 stammende Orgel von Johann Georg Alberti. Ursprünglich befand sich die Orgel im Chorraum. Sie wurde beim Umbau 1898/99 auf die Empore umgesetzt, wobei sie ein zusätzliches Manual erhielt.
Bis zum Erhalt ihrer Selbständigkeit im Jahre 1655 unterstand die Kirche als Filia der Kirche St. Reinoldi in Dortmund.